# São Paulo da Floresta
O São Paulo Futebol Clube, conhecido informalmente por São Paulo da Floresta, foi uma associação de futebol brasileira fundada em janeiro de 1930 e extinta em maio de 1935. O clube é o mesmo que, após um breve período de inatividade, seria refundado meses depois ostentando o nome que perdura até hoje: São Paulo Futebol Clube.

## História

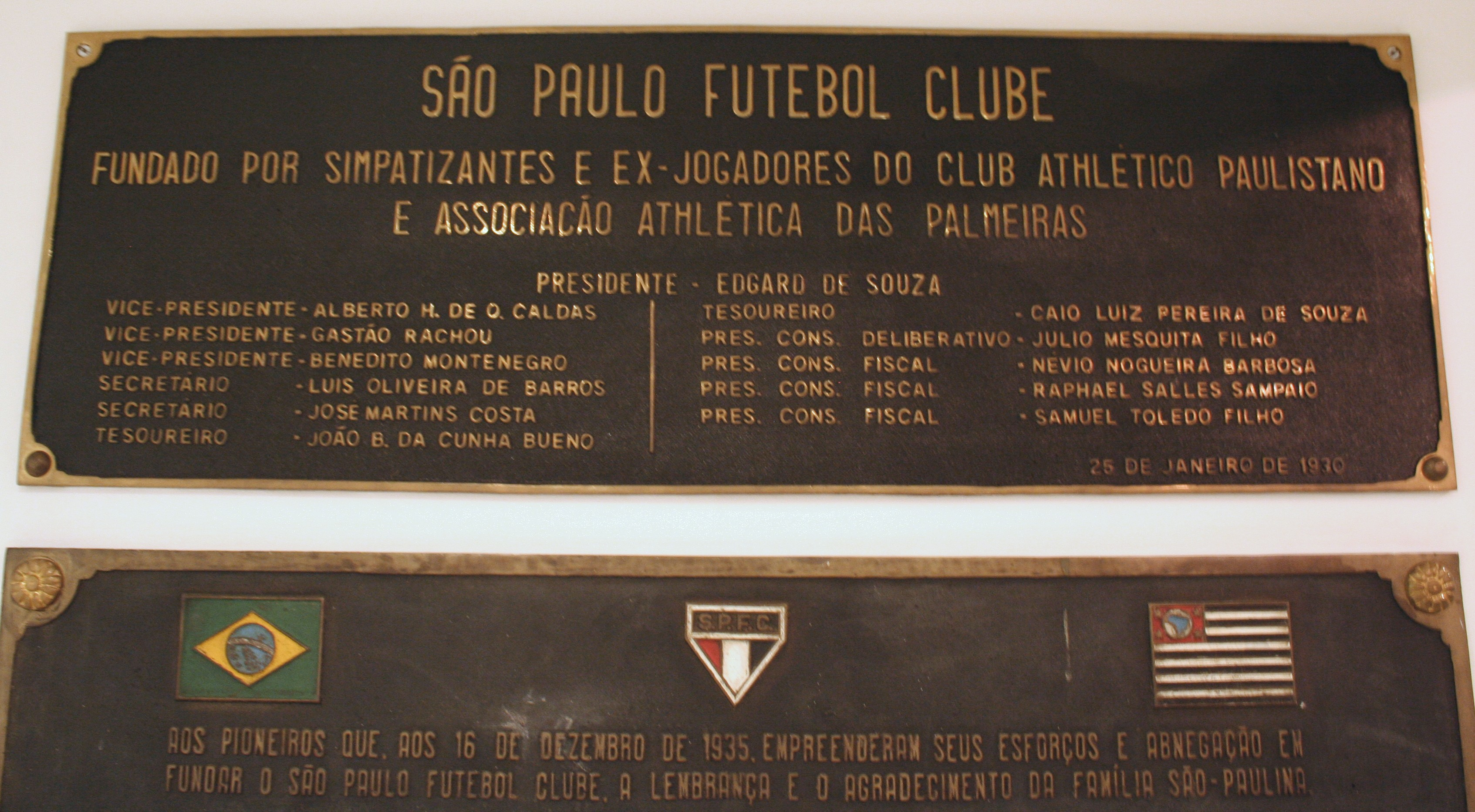
Placas das fundações do clube em 1930 e 1935 expostas no memorial Luiz Cássio dos Santos Werneck

No dia 27 de janeiro de 1930, às 14 horas, foi assinada a ata de fundação do São Paulo Futebol Clube, no número 28 da Praça da República, nascido da união entre a Associação Atlética das Palmeiras e o Club Athlético Paulistano, ficando como data magna do clube o dia 25 de janeiro de 1930, dia e mês  de preferência de seus fundadores por se tratar da data em que foi fundada a cidade de São Paulo.
Entretanto, a real data de fundação é dúbia, por ser apresentada de maneira diferente nos meios de comunicação. Para o clube, como já foi dito, ela aconteceu no dia 25 de janeiro de 1930. Para alguns meios de comunicação a fundação ocorreu no dia 26 de janeiro devido aos atrasos na confecção do estatuto, que fez com que a assembleia de fundação ocorresse somente nesse dia. Porém o referido dia era um domingo. Cabe-se concluir, portanto, que a ata teria sido registrada no dia 27 de janeiro conforme corroboram o jornal A Gazeta Esportiva e a própria FIFA.
Para a criação do novo clube, sessenta integrantes do Club Athlético Paulistano decidiram ceder seus jogadores campeões paulista de 1929, enquanto a Associação Atlética das Palmeiras entraria com seu estádio, a Chácara da Floresta. Conservando as tradições do passado, o uniforme do novo clube estamparia as faixas vermelhas e pretas em homenagem aos dois clubes fundadores. Seu escudo e sua camisa foram desenhados pelo estilista alemão Walter Ostrich, com a colaboração de Firmiano de Morais Pinto Filho, um dos presentes à fundação. O nome escolhido para endossar o desejo de fundar um clube que representasse a cidade nos âmbitos mais variados não foi outro senão São Paulo Futebol Clube, que ficou conhecido como São Paulo da Floresta apenas recentemente devido à localização de seu estádio. A primeira diretoria foi formada por: Edgard de Souza Aranha (presidente), Alberto Caldas (primeiro vice), Gastão Tachou (segundo vice), Benedito Montenegro (terceiro vice), Luís de Oliveira Barros (primeiro secretário), José Martins Costa (segundo secretário), João B. da Cunha Bueno (primeiro tesoureiro) e Caio Luís Pereira de Souza (segundo tesoureiro).

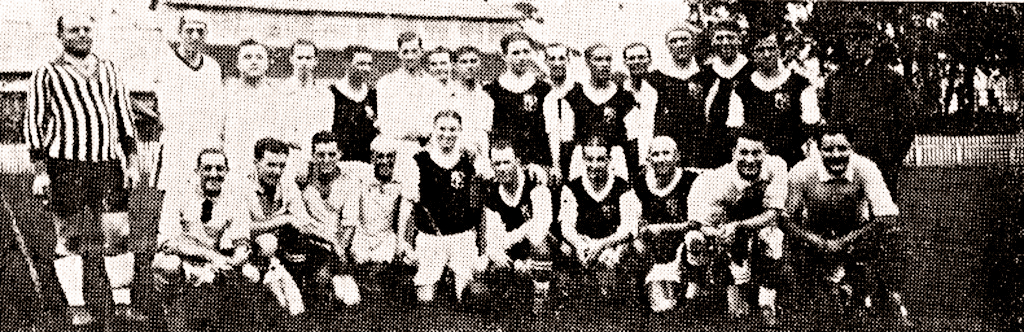
Primeiro treino da equipe. À esquerda o time "A" com a camisa do Paulistano e à direita o time "B" com a Camisa da Palmeiras

Os primeiros anos do clube coincidiram com acontecimentos que marcaram época no futebol brasileiro. Pois foi 1930 o ano da primeira Copa do Mundo, e apenas a partir dele que uma partida passou a ser disputada em dois tempos de 45 minutos. E apenas em 1933 é que o primeiro jogo profissional do país foi disputado, com a equipe do São Paulo sendo uma das protagonistas juntamente ao Santos.
Sobre esse primeiro jogo do profissionalismo, cabe ressaltar que foi nele que o apelido do Santos, "peixe", foi dito pela primeira vez. Tratou-se de uma provocação, antes do início do jogo, da torcida tricolor com os jogadores do clube praiano, chamando-os de "peixeiros" de maneira pejorativa. A torcida santista retrucou dizendo "Somos peixeiros, e com muita honra!". A partir daí o apelido foi adotado pelo clube santista, e a mascote, a Baleia, foi criada.

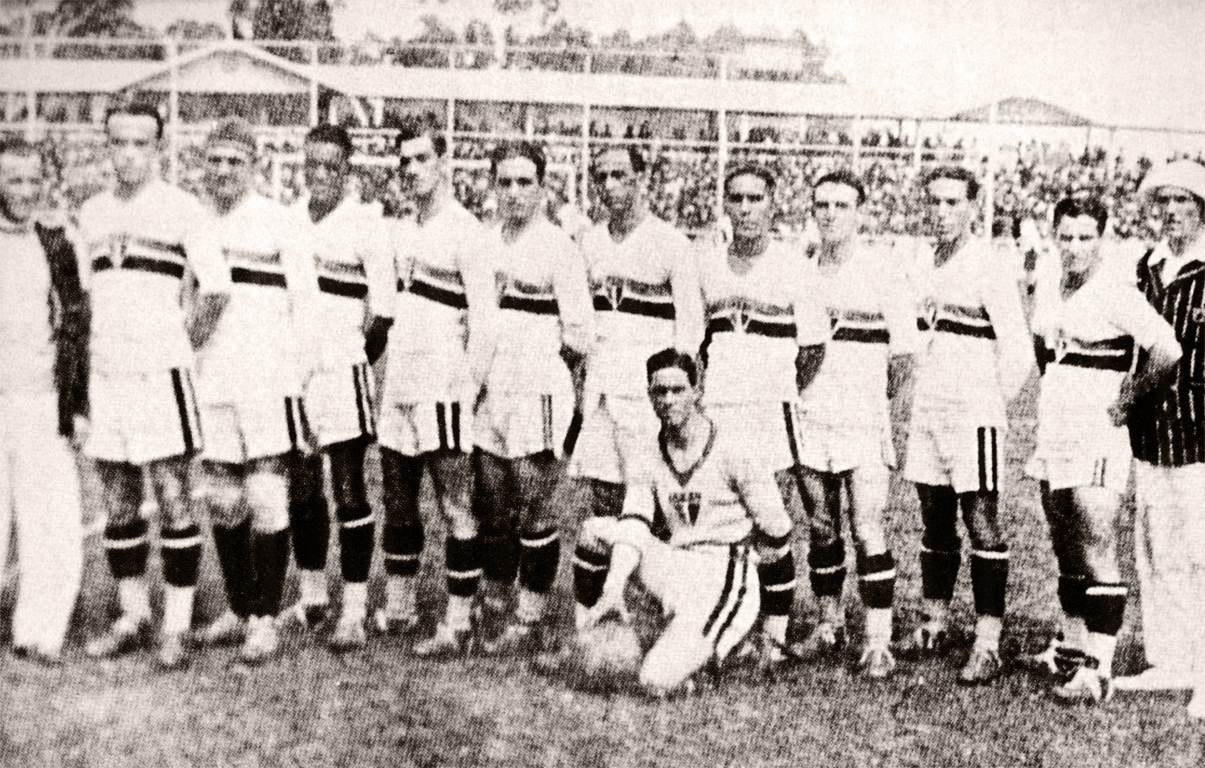
Jogadores do primeiro título ganho pelo clube, o Paulista de 1931

Desde seu início demonstrou ser um clube democrático, pois aceitava de modo irrestrito jogadores de qualquer etnia, classe social ou origem. Também foi o único clube da capital paulista a ter um ex-jogador — Roberto Gomes Pedrosa — como presidente. Como conquistas, o Tricolor Paulista venceu o Campeonato Paulista de 1931 em seu segundo ano de vida, e conseguiu sagrar-se vice em 1930, 1932, 1933 e 1934. Foi também vice-campeão do Torneio Rio-São Paulo de 1933. Portanto, o Tricolor Paulista, clube recém-fundado, estava no topo do futebol local, um fato extraordinário, mas nem tanto se levadas em considerações suas origens vencedoras.
O São Paulo comprou, então, uma nova sede, suntuosa, localizada na Rua Conselheiro Crispiniano (no centro da cidade), um pequeno palácio conhecido como "Trocadero", ao custo de 190 contos de réis. Essa dívida era grande para a época, porém o clube, detentor de um campo como o da Floresta e um quadro de jogadores que valia muito, não se deixava abalar por isso. Porém alguns dirigentes do clube, que andavam descontentes com os rumos do futebol no país, resolveram fundir-se com o Clube de Regatas Tietê e acabar com o departamento de futebol. Outro grupo, favorável à continuidade do clube e liderado por Paulo Sampaio foi à Justiça e, no dia 23 de abril de 1935, impugnou o direito de a diretoria fundir o clube com o Tietê sem que a opinião dos sócios fosse ouvida.

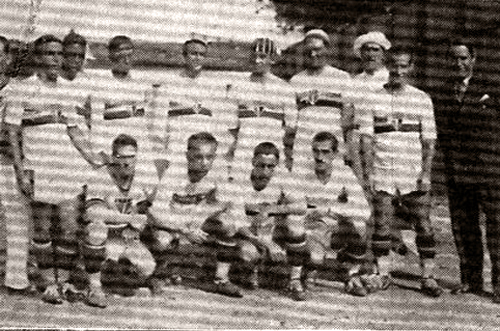
Equipe do São Paulo Futebol Clube, em 1932

Os próprios jogadores foram contra tudo o que estava ocorrendo. Tanto é que se juntaram para formar o efêmero Independente Esporte Clube. Os atletas remanescentes do São Paulo foram, porém, atraídos por outros clubes, e o Independente acabou extinto.
Nesta época o time foi campeão paulista de 1931 e do Torneio Início de 1932.

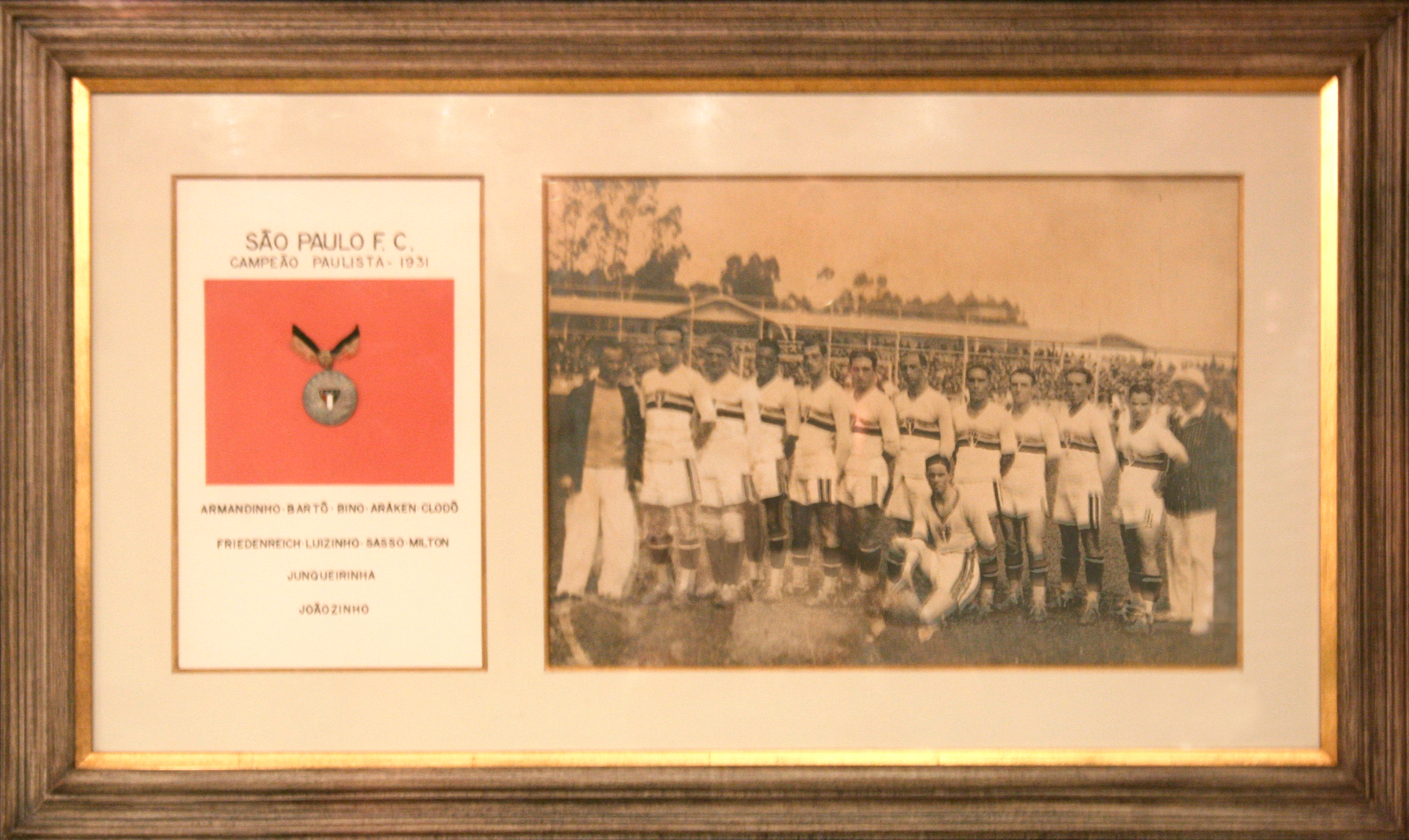
Quadro com a medalha e a foto do time que conquistou o título paulista de 1931 para clube.

Os sócios obtiveram ganho de causa mesmo após a defesa da diretoria do clube. A diretoria não teve outra saída senão convocar uma assembleia geral. Porém o artigo 2.º dos estatutos do clube à época dizia que somente os "sócios-fundadores", considerados "proprietários" do clube e que somavam duzentos, poderiam compor a assembleia. Como a maioria deles era ligado à diretoria, a fusão foi aprovada em 14 de maio de 1935. Nesse dia, debaixo de chuva, o departamento de futebol foi oficialmente extinto e desfiliado da APEA. Com a fusão, a parte administrativa foi fundida ao Tietê, que incorporou todos os patrimônios físicos e, em troca, quitaria os débitos do clube e não poderia usar as cores, uniformes e símbolos do São Paulo. Surgia assim o Tietê-São Paulo.
Contudo, alguns sócios indignados com a fusão ao Clube de Regatas Tietê decidiram criar o Grêmio Tricolor, uma associação que refundaria o clube em 16 de dezembro de 1935, preservando as glórias e tradições de outrora.